# Вочковецька сільська рада
Вочкове́цька сільська́ ра́да — адміністративно-територіальна одиниця та орган місцевого самоврядування в Волочиському районі Хмельницької області. Адміністративний центр — село Вочківці.

## Загальні відомості
Вочковецька сільська рада утворена 19 грудня 2002 року.	
- Територія ради: 1,81 км²
- Населення ради: 505 осіб (станом на 2001 рік)

## Історія
Хмельницька обласна рада рішенням від 19 грудня 2002 року у Волочиському районі утворила: — Вочковецьку сільраду з центром у селі Вочківці і сільській раді підпорядкувала села Вільшани та Петрівщина Ожиговецької сільради.

## Населені пункти
Сільській раді були підпорядковані населені пункти:
- с. Вочківці
- с. Вільшани
- с. Петрівщина

## Склад ради
Рада складалася з 14 депутатів та голови.
- Голова ради: Щирба Наталія Володимирівна

### Депутати
За результатами місцевих виборів 2010 року депутатами ради стали:

#### За суб'єктами висування
| Суб'єкт висування                | Кількість обраних депутатів | %    |
| -------------------------------- | --------------------------- | ---- |
| Самовисування                    | 9                           | 64,3 |
| Народна партія                   | 4                           | 28,6 |
| Політична партія «Нова політика» | 1                           | 7,1  |

#### За округами
| № округу                         | Прізвище, ім'я, по батькові     | Дата визнання обраним | Освіта             | Партійна приналежність | Відомості про обраного депутата             |
| -------------------------------- | ------------------------------- | --------------------- | ------------------ | ---------------------- | ------------------------------------------- |
| Народна Партія                   |                                 |                       |                    |                        |                                             |
| 1                                | Данчишена Олена Іларіонівна     | 04.11.2010            | вища               | позапартійна           | Волочиський машинобудівний завод, контролер |
| 11                               | Янковська Ольга Володимирівна   | 04.11.2010            | середня спеціальна | позапартійна           | Вочковецький фельдшерський пункт, медсестра |
| 12                               | Рентюк Людмила Леонідівна       | 04.11.2010            | середня            | позапартійна           | тимчасово не працює                         |
| 13                               | Калачак Наталія Вікторівна      | 04.11.2010            | середня            | позапартійна           | Територіальний центр                        |
| Політична партія «Нова політика» |                                 |                       |                    |                        |                                             |
| 9                                | Клепацька Інна Павлівна         | 04.11.2010            | середня            | позапартійна           | Вочковецький сільський клуб, завідувачка    |
| Самовисування                    |                                 |                       |                    |                        |                                             |
| 2                                | Хемій Наталія Дмитрівна         | 04.11.2010            | середня спеціальна | позапартійна           | Волочиська ЦРЛ, лаборант                    |
| 3                                | Валова Наталія Миколаївна       | 04.11.2010            | середня спеціальна | позапартійна           | приватний підприємець                       |
| 4                                | Гриняківська Валентина Іванівна | 04.11.2010            | середня спеціальна | позапартійна           | тимчасово не працює                         |
| 5                                | Пастух Анелія Григорівна        | 04.11.2010            | середня            | позапартійна           | пенсіонер                                   |
| 6                                | Довганюк Ірина Володимирівна    | 04.11.2010            | середня            | позапартійна           | тимчасово не працює                         |
| 7                                | Барабаш Людмила Іванівна        | 04.11.2010            | середня            | позапартійна           | тимчасово не працює                         |
| 8                                | Білозор Євгенія Степанівна      | 04.11.2010            | вища               | позапартійна           | Вочковецька сільська рада, секретар         |
| 10                               | Шкурат Людмила Миколаївна       | 04.11.2010            | середня            | позапартійна           | тимчасово не працює                         |
| 14                               | Ларіонова Людмила Павлівна      | 04.11.2010            | середня            | позапартійна           | тимчасово не працює                         |